# Manfred Lohrengel
Manfred Lohrengel (* 1937 in Bremen; † 7. Februar 2006 in Berne) war ein deutscher Bildhauer in Bremen.

## Biografie
Lohrengel war ein Schüler von Gerhart Schreiter an der Kunstschule Bremen. Sein künstlerisches Schaffen setzte sich von den abstrahierenden Skulpturen der 1950er Jahre ab. Er war aber auch kein Vertreter des dann folgenden Realismus in der Kunst. Seine Werke konnten auch aggressive Züge aufweisen.
Von 1965 bis 1980 war seine künstlerisch produktivste Zeit. Zahlreiche Ausstellungen im In- und Ausland machten ihn bekannt. Er lieferte auch städtebauliche Entwürfe u. a. gewann er den ersten Preis für den nicht realisierten Entwurf der Fußgängerzone Sögestraße. So hielt er enge Kontakte zu Architekten und Städteplanern und begleitete sie mit seinen Projekten.

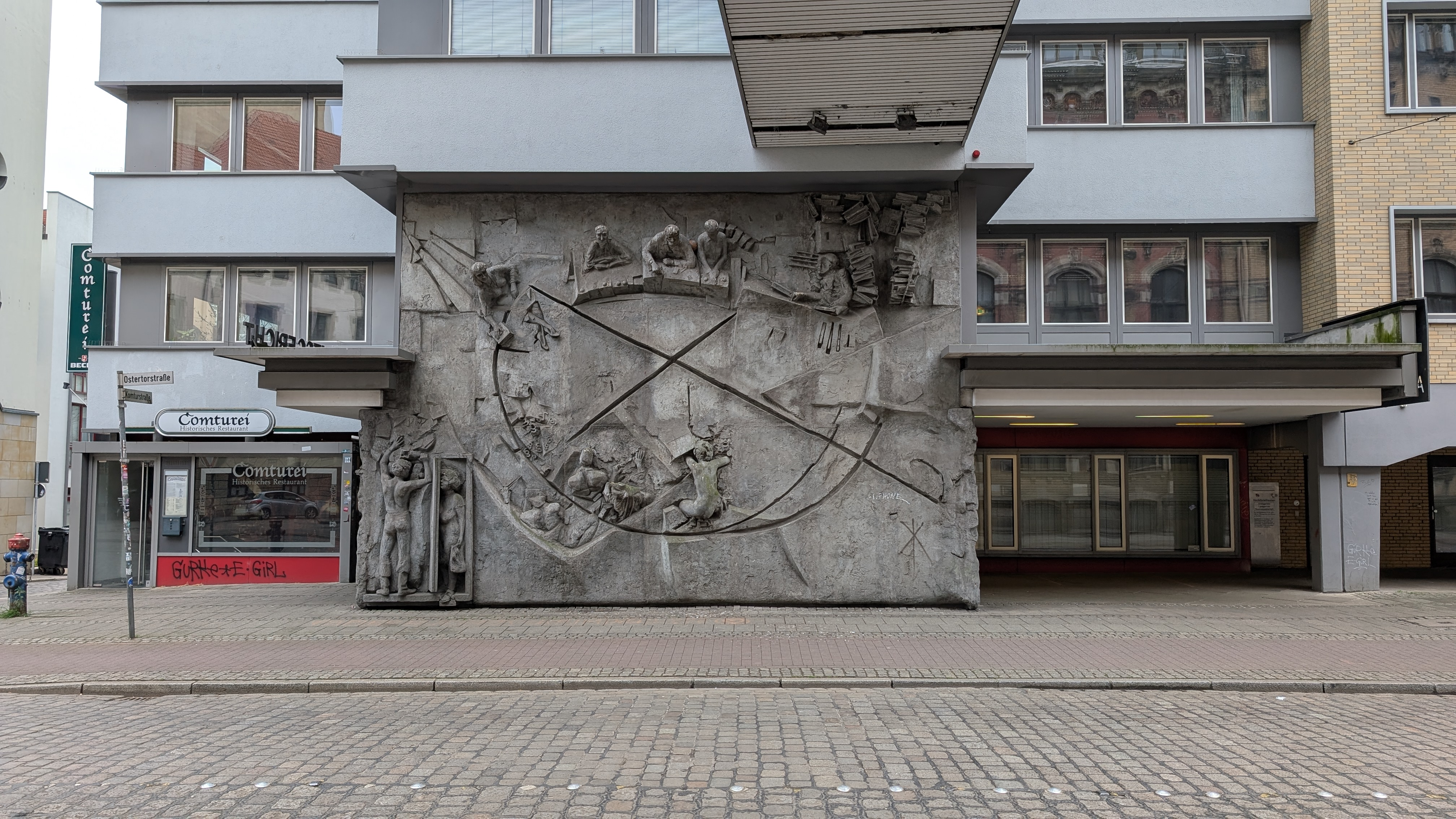
Im Fadenkreuz der Justiz Manfred Lohrengel Amtsgericht <Bremen 1973

Er war Mitgründer der Künstlervereinigungen, engagiert in der Gruppe Grün und beteiligt beim Wandel des „Bremer Künstlerbundes“ zum Bund Bildender  Künstler (bbk) in Bremen.
Er war 1969 auch Mitbegründer des Cinema im Ostertor in Bremen.

## Werke
- Spielfiguren aus Beton beim Kindergarten Auf den Hunnen in Bremen – Gröpelingen, 1968
- Tierbrunnen aus Bronze und Messing-Kupfer, Ecke Obernstraße/Sögestraße in Bremen, 1974
- Zyklus der Arbeit, Nachgüsse der sechs Figuren von Bernhard Hoetger am Volkshaus, Hans-Böckler-Straße in Bremen, 1979
- Im Fadenkreuz der Justiz, Relief aus Polyester-Beton am Bremer Amtsgericht, Ostertorstraße, 1982
- Brunnenskulpturen im Hoetgerhof, Böttcherstraße in Bremen; die Skulptur wurde versetzt.
- Reliefs am Amtsfischerhaus im Schnoor in Bremen